# Stenindustri

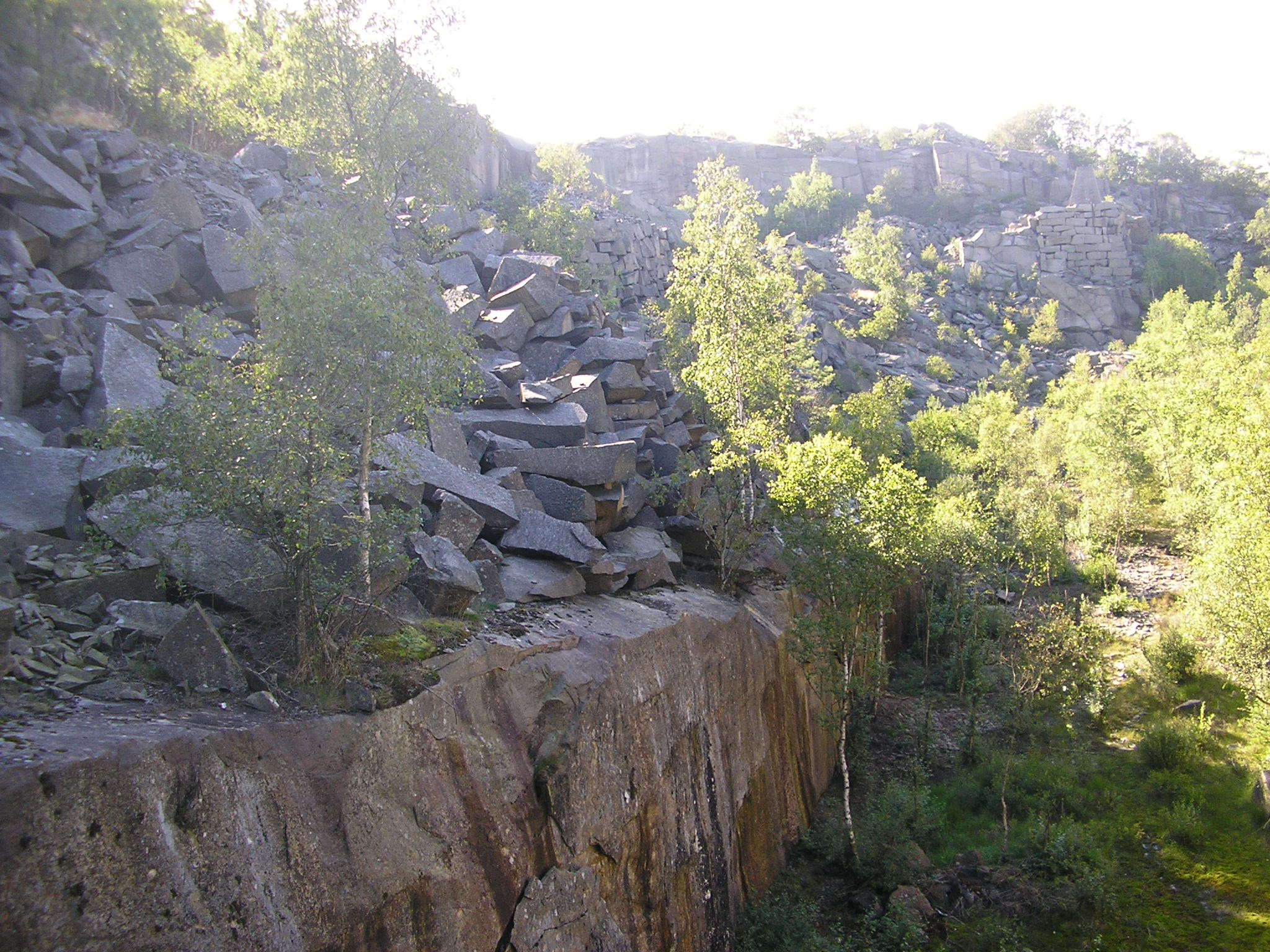
Övergivet granitbrott i Ed, Bohuslän.

Stenindustrin arbetar med att i industriell skala bryta och därefter förädla bergarter ur berg, i huvudsak för byggnadsändamål, så kallad byggnadssten. Annan användning av sten kan vara för slipstenar och brynen. Exempel på bergarter som används är granit, gnejs, kalksten, marmor, skiffer och sandsten. Arbetare inom stenindustrin brukar kallas stenhuggare eller stenarbetare.

## Stenindustrins historia
Tidigt användes lätt bearbetade bergarter som kalksten och sandsten som byggnadsmaterial. Med ett kraftigt ökat behov av byggnadssten för hamnar, kanaler och byggnader kombinerat med att växte det fram nya teknologier för hantering av berget lades grunden för en expanderande stenindustri under 1800-talet.

### Bohuslän

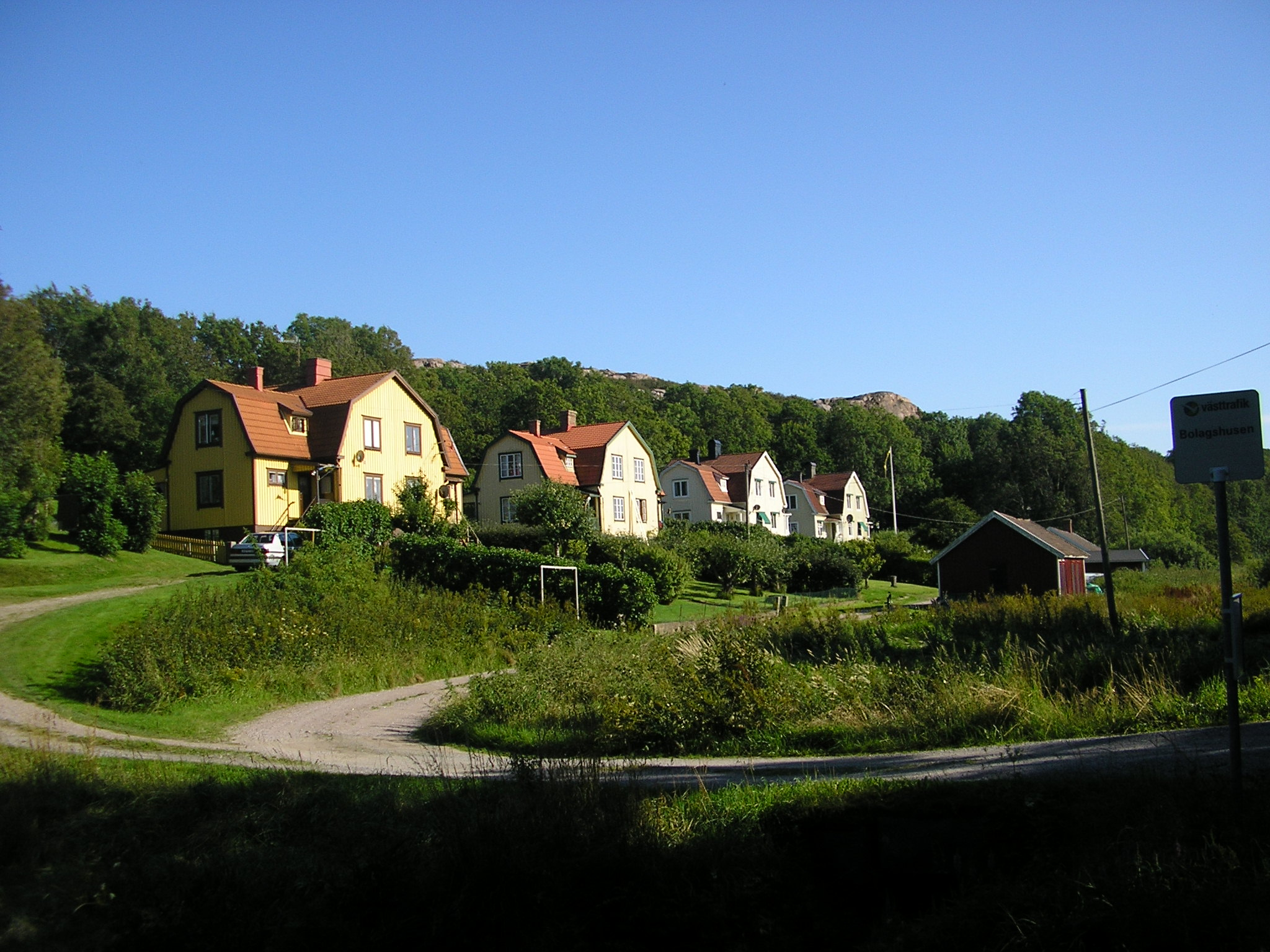
Bolagshusen i Slävik på Härnäset var hem åt stenbrottsarbetare under tidigt nittonhundratal. Fyra familjer bodde i varje hus.

I Bohuslän är det i första hand graniten som tagits i anspråk av stenindustrin. Granit finns i ett område mellan Gullmarn och Idefjorden vid norska gränsen.

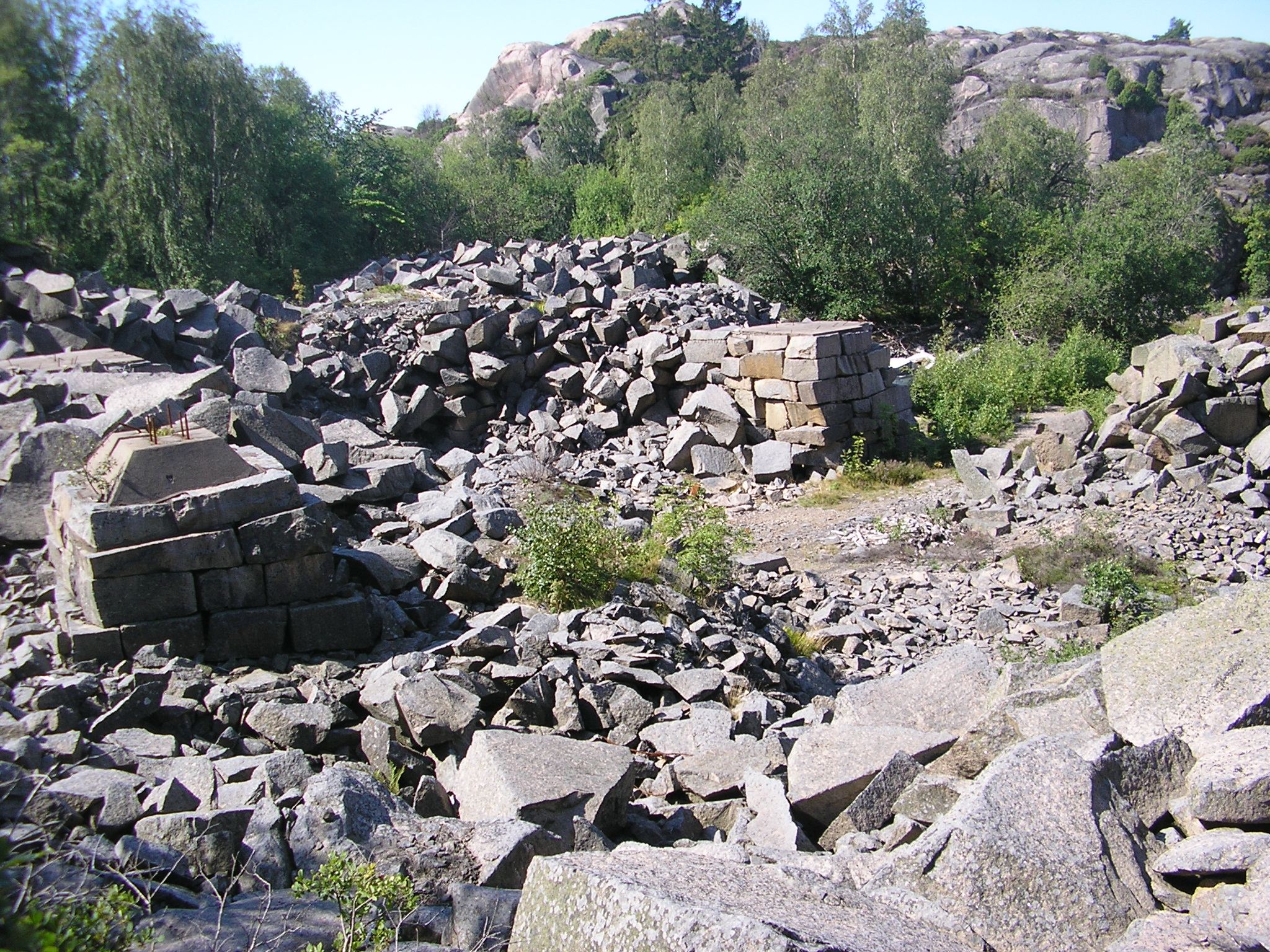
Övergivet granitbrott i Fågelviken.

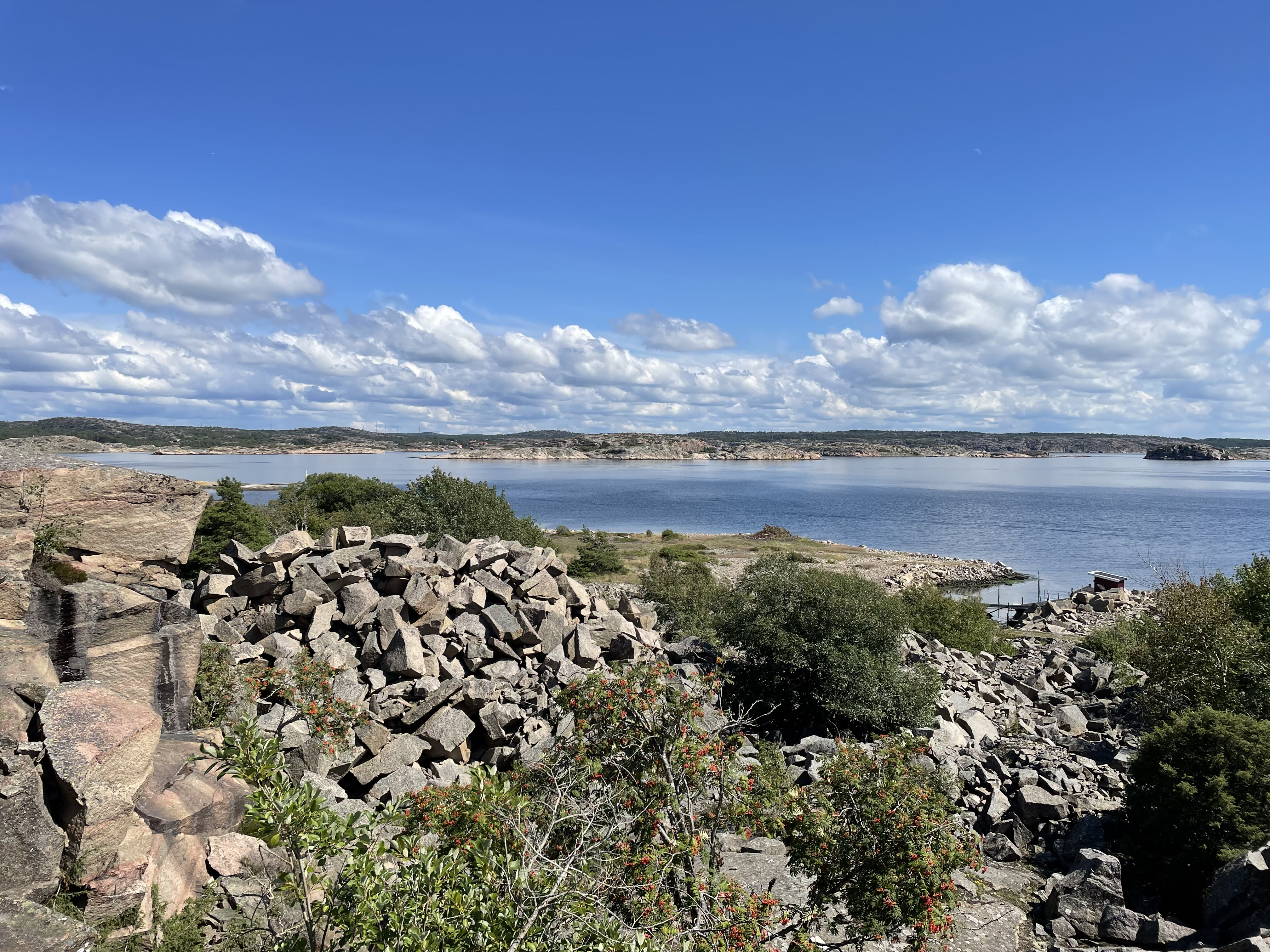
Övergivet stenbrott, Otterön

År 1842 öppnades Bohusläns första granitstenhuggeri på Malmön. Det var köpmannen C. A. Kullgren från Uddevalla, som tillsammans med järnvägs- och kanalbyggaren Nils Ericson låter bryta granit till bland annat kanalbygget i Trollhättan. Intresset för bohusgraniten ökade och under 1870- och 1880-talen öppnades nya stenbrott kring Lysekil, Hunnebostrand och vid Brofjorden. Bland annat exporterades sten till stora utländska byggnadsprojekt som nya tyska örlogshamnar och Kielkanalen. Efter något år drevs företaget enbart av C.A. Kullgren och efter dennes död, år 1851, ändrades företagets namn till Kullgrens Enka (egentligen Granit AB C.A. Kullgrens Enka).
Norsk stenindustri flyttade på 1880-talet delar av sin verksamhet över Idefjorden till trakten av Krokstrand, men även längre söderut som till Sotenäset. Nya marknader tillkom; sten exporteras till bland annat Danmark, Holland, Belgien, England och till och med till Sydamerika. Stenindustrin drog även in i kustsamhällena norr om Sotenäs, och så kom till exempel Heestrand och Kämpersvik att under några årtionden under 1900-talets början att helt domineras av stenindustrin.[källa behövs]
Stenindustrin i Bohuslän nådde sin höjdpunkt 1929, då 7 000 personer arbetade i näringen. Därefter dröjde det inte länge innan depressionen under 1930-talet nästan helt slog undan fötterna på hela näringen. Under de första åren på 1930-talet tömdes arbetslöshetskassorna och uppemot 10 % av befolkningen i kustsocknarna i norra Bohuslän stod helt utan försörjning, AK-arbete blev under några år försörjningen för många före detta stenarbetare.
Rester av den bohuslänska stenindustrin återstår idag i kommunerna Strömstad, Sotenäs, Tanum och Lysekil.

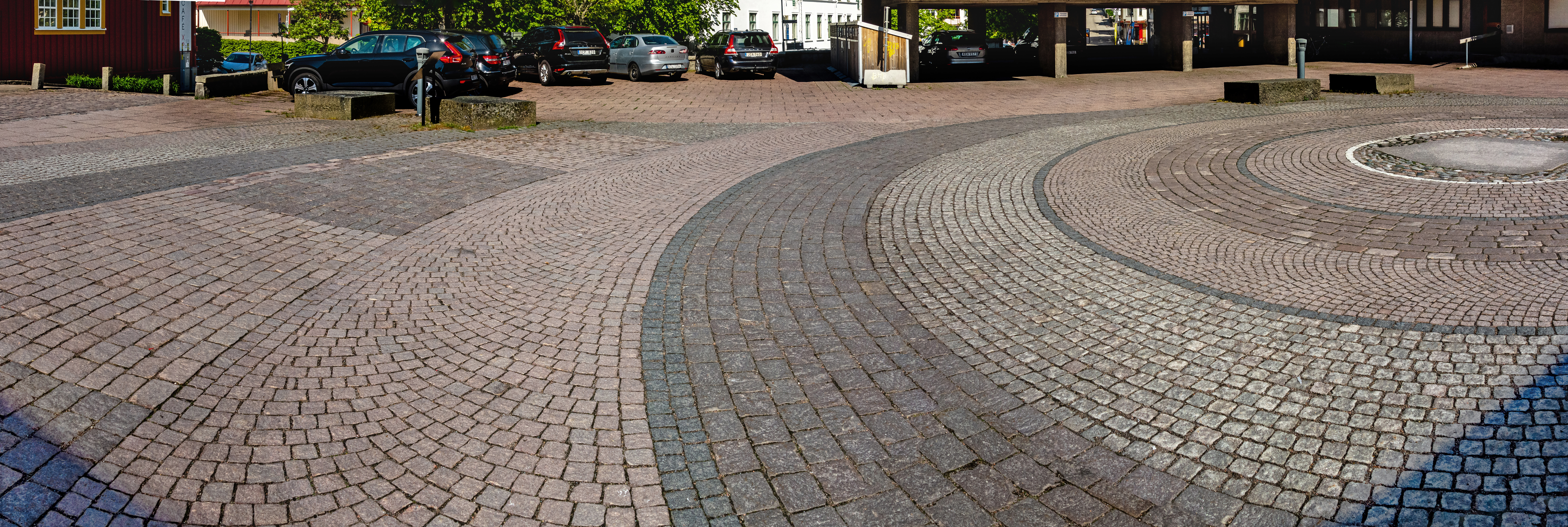
Provkarta över olika färger på gatsten av granit som brutits och bearbetats i och kring Lysekil, täcker en innergård vid Kungstorget i Lysekil. De olika stensorterna identifieras via en informationstavla.

### Skåne och Blekinge
Industriell brytning av granit har pågått i nordöstra Skåne och västra Blekinge sedan slutet på 1800-talet och ett flertal nedlagda stenbrott, så kallade "bergahålor", vittnar om forna tider. Ursprungligen brukade bönder bryta och sälja mindre block, så kallade suggor, men när stora fyndigheter av granit upptäcktes började brytning ske i större skala. Stenindustrin blev vid denna tid en viktig del i ekonomin för regionen och järnvägen bidrog till att stenen lättare kunde transporteras.
Området är framförallt känt för sin diabas, som anses vara av yppersta kvalitet, men även varianter av granit bryts i området såsom röd vångagranit, champagne (en gråaktig granit), grön granit med mera. Idag är stenindustrin fortfarande viktig för bygden och brytning bedrivs i kommersiell skala av framförallt två företag, Svimpex granit AB och Emmaboda granit AB. Ett flertal stenhuggerier finns i området, där förädling av stenen sker i form av tillverkning av byggnadssten, gravvårdar med mera.
På Stenforsaskolan i Sibbhult finns en gymnasieutbildning där stenarbetarutbildning bedrivs som en gren av industriprogrammet.